# Feline Andersson
Feline Sontaya Andersson, född 8 januari 2000 i Malmö, är en svensk skådespelare och musikalartist (mezzosopran). Hon påbörjade sin karriär som Artful Dodger i en scenuppsättning av Oliver Twist 2011. Under 2012–2013 spelade hon rollen som Hedda i Sune i Grekland och Sune på bilsemester. Andersson medverkade i Idol 2016, där hon i sin första audition sjöng "Listen" av Beyoncé. Sin gymnasietid spenderade hon på Lunds dans- och musikalgymnasiums spetsutbildning i musikal. Åren 2019–2022 utbildade hon sig på The Urdang Academy i London, England.
Andersson har medverkat i scenuppsättningar av bland annat Hair, Fame, Children of Eden och Legally Blonde. Hennes första huvudroll var som häxan Elphaba i den svenska uppsättningen av Wicked på Göteborgsoperan under 2023–2024.
2025/2026 ska hon spela rollen Kim i Miss Saigon på Göteborgsoperan.